# Miyagistadion
Miyagistadion (宮城スタジアム) is een atletiek- en voetbalstadion in de Japanse stad Rifu, Miyagi.  Het stadion geeft plaats aan 49.133 toeschouwers. Het karakteristieke dak loopt om het stadion heen en heeft de vorm van een halve maan.
Het stadion werd gebruikt voor voetbalwedstrijden van het WK voetbal van 2002, het 56e sportfestival in Japan in 2001 en in 2021 worden er voetbalwedstrijden gespeeld voor de uitgestelde Olympische Zomerspelen van 2020. 
Verder is het stadion ook gebruikt voor 6 wedstrijden van het Wereldkampioenschap voetbal voor vrouwen onder 20 in 2012.

## WK-interlands
| №  | Datum        | Wedstrijd           | Uitslag | Competitie | Toeschouwers |
| -- | ------------ | ------------------- | ------- | ---------- | ------------ |
| 1. | 9 juni 2002  | Mexico – Ecuador    | 2 – 1   | WK 2002    | 45.610       |
| 2. | 12 juni 2002 | Zweden – Argentinië | 1 – 1   | WK 2002    | 45.777       |
| 3. | 18 juni 2002 | Japan – Turkije     | 0 – 1   | WK 2002    | 45.666       |